# Anna Hopkin

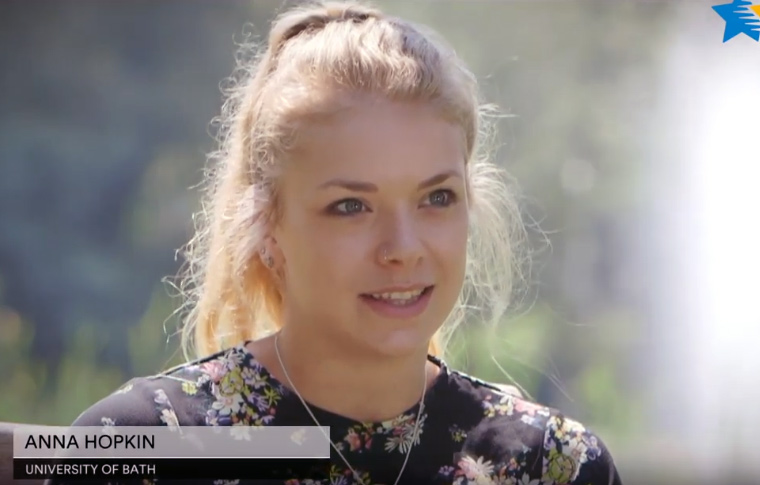
Anna Hopkin als Teilnehmerin der Universiade 2017

Anna Elizabeth Hopkin MBE (* 24. April 1996 in Chorley) ist eine britische Schwimmerin. Sie wurde Olympiasiegerin in der Mixed-Lagenstaffel. Bei Weltmeisterschaften erschwamm sie zwei Bronzemedaillen auf der 50-Meter-Bahn sowie eine Bronzemedaille auf der 25-Meter-Bahn. Bei Europameisterschaften gewann sie bis 2024 fünf Goldmedaillen, eine Silbermedaille und zwei Bronzemedaillen.

## Karriere

### Die frühen Jahre
2017 nahm die Studentin der University of Bath an der Universiade in Taipeh teil. Ihre einzige Endlaufteilnahme gelang ihr mit der 4-mal-100-Meter-Freistilstaffel, die den vierten Platz erreichte. 2018 fanden die Commonwealth Games 2018 im australischen Gold Coast statt. Hopkin wurde Siebte über 50 Meter Freistil und Achte über 100 Meter Freistil. Die englische 4-mal-100-Meter-Lagenstaffel erreichte den vierten Platz. Ihre einzige Medaille gewann Hopkin mit der englischen 4-mal-100-Meter-Freistilstaffel, die in der Besetzung Siobhan-Marie O’Connor, Freya Anderson, Anna Hopkin und Eleanor Faulkner den dritten Platz hinter den Australierinnen und den Kanadierinnen belegte. Bei den Europameisterschaften 2018 in Glasgow wurde die britische 4-mal-100-Meter-Freistilstaffel Vierte mit den gleichen vier Schwimmerinnen, die bei den Commonwealth Games England vertreten hatten. Über 50 Meter und 100 Meter Freistil schied Hopkin jeweils im Halbfinale aus. 2019 belegte Hopkin bei den Weltmeisterschaften in Gwangju Siebte über 50 Meter Freistil und Achte mit der 4-mal-100-Meter-Lagenstaffel.

### 2021 mit dem Olympiasieg
Wegen der COVID-19-Pandemie wurden die Schwimmeuropameisterschaften 2020 erst im Mai 2021 in Budapest ausgetragen. Über 50 Meter Brust schwamm Hopkin auf den sechsten Platz. Über 100 Meter Freistil wurde sie Dritte hinter der Niederländerin Femke Heemskerk und der Französin Marie Wattel. Die britische 4-mal-100-Meter-Mixed-Lagenstaffel mit Kathleen Dawson, Adam Peaty, James Guy und Anna Hopkin gewann den Titel in neuer Europarekordzeit von 3:38,82 Minuten. Auch die britische 4-mal-100-Meter-Lagenstaffel mit Kathleen Dawson, Molly Renshaw, Laura Stephens und Anna Hopkin gewann den Europameistertitel. Zwei weitere Goldmedaillen erschwamm Hopkin mit der 4-mal-100-Meter-Mixed-Freistilstaffel in der Besetzung Duncan Scott, Tom Dean, Anna Hopkin und Freya Anderson und mit der 4-mal-100-Meter-Freistilstaffel mit Lucy Hope, Anna Hopkin, Abbie Wood und Freya Anderson.
Zwei Monate nach den Europameisterschaften wurden in Tokio die olympischen Schwimmwettbewerbe ausgetragen. In der 4-mal-100-Meter-Freistilstaffel erreichten Anna Hopkin, Abbie Wood, Lucy Hope und Freya Anderson den fünften Platz und lagen damit knapp hinter den Niederländerinnen. Über 100 Meter Freistil wurde Hopkin Siebte und war dabei drittbeste Europäerin. Die britische 4-mal-100-Meter-Mixed-Lagenstaffel schwamm im Vorlauf in der Besetzung Kathleen Dawson, Adam Peaty, James Guy und Freya Anderson in 3:38,75 Minuten neuen Europarekord. Im Finale unterboten Dawson, Peaty, Guy und Hopkin den Weltrekord in 3:37,58 Minuten und erhielten zusammen mit Freya Anderson die erste olympische Goldmedaille in der Mixed-Lagenstaffel.
Nach ihrem Olympiasieg wurde Anna Hopkin in den Order of the British Empire aufgenommen.

### 2022: Vier Meisterschaften in einem Jahr
2022 wurde Anna Hopkin sowohl über 50 Meter Freistil als auch über 100 Meter Freistil britische Landesmeisterin. Im Juni fanden in Budapest die Schwimmweltmeisterschaften 2022 statt. Hopkin wurde Fünfte mit der 4-mal-100-Meter-Freistilstaffel und Vierte mit beiden Mixed-Staffeln. Über 50 Meter Freistil erreichte sie den siebten Platz, nachdem sie über 100 Meter Freistil das Finale knapp verfehlt hatte.
Von Ende Juli bis Anfang August wurden in Birmingham die Commonwealth Games 2022 ausgetragen. Hopkin wurde Fünfte über 50 Meter Freistil und Vierte über 100 Meter Freistil. Die englische 4-mal-100-Meter-Freistilstaffel mit Anna Hopkin, Abbie Wood, Isabella Hindley und Freya Anderson gewann die Silbermedaille hinter den Australierinnen. Bronze erkämpfte die englische 4-mal-100-Meter-Lagenstaffel mit Lauren Cox, Molly Renshaw, Laura Stephens und Anna Hopkin hinter den Australierinnen und den Kanadierinnen. Die 4-mal-100-Meter-Mixed-Freistilstaffel mit Freya Anderson, Anna Hopkin, Tom Dean und Lewis Burras gewann Silber hinter der australischen Staffel.
Mitte August fanden dann in Rom die Europameisterschaften 2022 statt. Hopkin belegte den siebten Platz über 50 Meter Freistil und siegte mit der 4-mal-100-Meter-Freistilstaffel in der Aufstellung Lucy Hope, Anna Hopkin, Medi Harris und Freya Anderson. Die Mixed-Lagenstaffel mit Medi Harris, James Wilby, Jacob Peters und Anna Hopkin gewann die Bronzemedaille, die Mixed-Freistilstaffel mit Tom Dean, Matthew Richards, Anna Hopkin und Freya Anderson wurde Zweite hinter der Staffel aus Frankreich.
Ende 2022 bei den Kurzbahnweltmeisterschaften in Melbourne wurde Hopkin Siebte mit der 4-mal-100-Meter-Freistilstaffel und Sechste mit der 4-mal-50-Meter-Freistilstaffel. Über 50 Meter Freistil siegte die Australierin Emma McKeon vor der Polin Katarzyna Wasick. 0,13 Sekunden hinter der Polin und 0,03 Sekunden vor der Viertplatzierten erkämpfte Hopkin die Bronzemedaille. Die 4-mal-50-Meter-Mixed-Lagenstaffel mit Medi Harris, Adam Peaty, Benjamin Proud und Anna Hopkin wurde Vierte mit 0,14 Sekunden Rückstand auf die Drittplatzierten.

### 2023 mit der ersten Weltmeisterschaftsmedaille
2023 bei den Weltmeisterschaften in Fukuoka fehlte der viertplatzierten 4-mal-100-Meter-Freistilstaffel mit Freya Anderson, Abbie Wood, Lucy Hope und Anna Hopkin eine halbe Sekunde auf die Medaillenränge. Über 50 Meter Freistil und mit der 4-mal-100-Meter-Lagenstaffel erreichte Hopkin nicht das Finale. Die 4-mal-100-Meter-Mixed-Lagenstaffel mit Medi Harris, James Wilby, Jacob Peters und Anna Hopkin schlug als Fünfte an. In der 4-mal-100-Meter-Mixed-Freistilstaffel waren Jacob Whittle, Tom Dean, Lucy Hope und Freya Anderson die viertschnellste Staffel der Vorläufe. Im Endlauf waren Matthew Richards, Duncan Scott, Anna Hopkin und Freya Anderson zweieinhalb Sekunden schneller und gewannen mit neuem Europarekord von 3:21,68 Minuten die Bronzemedaille hinter der australischen Staffel und dem US-Team.
Ende 2023 bei den Kurzbahneuropameisterschaften in Otopeni gewann die britische 4-mal-50-Meter-Lagenstaffel mit Kathleen Dawson, Imogen Clark, Keanna Macinnes und Anna Hopkin die Bronzemedaille hinter den Schwedinnen und den Italienerinnen. Für ihren Einsatz im Vorlauf erhielten auch Kara Aline Hanlon, Laura Stephens und Freya Anderson eine Medaille. Über 50 Meter Freistil belegte Hopkin den vierten Platz mit 0,02 Sekunden Rückstand auf die Drittplatzierte. Die 4-mal-50-Meter-Freistilstaffel siegte mit Benjamin Proud, Lewis Burras, Anna Hopkin und Freya Anderson. Im Vorlauf waren noch Alexander Cohoon und Lucy Hope dabei. Die 4-mal-50-Meter-Mixed-Lagenstaffel belegte den vierten Platz in der Besetzung Oliver Morgan, Jacob Peters, Imogen Clark und Anna Hopkin.

### 2024 mit der zweiten Weltmeisterschaftsmedaille
Im Februar 2024 bei den Weltmeisterschaften in Doha wurde Hopkin Fünfte über 100 Meter Freistil. Über 50 Meter Freistil schlug sie als Sechste an. Die 4-mal-100-Meter-Mixed-Lagenstaffel mit Medi Harris, James Wilby, Duncan Scott und Anna Hopkin schwamm die schnellste Vorlaufzeit. Im Endlauf wurden Medi Harris, Adam Peaty, Matthew Richards und Anna Hopkin Dritte hinter den Staffeln aus den Vereinigten Staaten und aus Australien.
Bei den Olympischen Spielen in Paris belegte die 4-mal-100-Meter-Freistilstaffel mit Anna Hopkin, Eva Okaro, Lucy Hope und Freya Anderson den siebten Platz. Über 100 Meter Freistil und über 50 Meter Freistil schied Hopkin jeweils im Halbfinale aus. In der 4-mal-100-Meter-Mixed-Lagenstaffel erreichten Kathleen Dawson, James Wilby, Joe Litchfield und Anna Hopkin das Finale mit der fünftbesten Vorlaufzeit. Im Endlauf schwammen Dawson, Wilby, Duncan Scott und Hopkin auf den siebten Platz. Sie waren dabei fast sieben Sekunden langsamer als beim Olympiasieg in Tokio.